# Napoli '44
Napoli '44 (titolo originale: Naples '44) è la pubblicazione delle memorie militari stilate da Norman Lewis, allora ufficiale appartenente all'intelligence del Field Security Office britannico durante la campagna d'Italia nella seconda guerra mondiale.
Le memorie, scritte sotto forma di diario, vennero pubblicate per la prima volta nel 1978 da William Collins, incontrando fin da subito critiche positive, tra le quali quella dello storico militare sir John Keegan che celebrò il libro, assieme al Quartered Safe Out Here di George MacDonald Fraser, come «una delle grandi memorie personali della seconda guerra mondiale».

## Edizioni
- (EN) Norman Lewis, Naples '44: A World War II Diary of Occupied Italy, Cambridge (Massachusetts), Da Capo Press, 2005, ISBN 0-7867-1438-7.
- Norman Lewis, Napoli '44, traduzione di Matteo Codignola, 3ª ed., Milano, Adelphi, 1993, ISBN 88-459-0981-6.

## Adattamenti cinematografici
Nel 2009 ne è stato tratto un documentario dal titolo Napoli: City of the Damned per la regia di Ben Hopkins.
Nel 2016 è stato tratto un documentario dal titolo Naples '44 per la regia di Francesco Patierno.